# バルタシュ・トゥルスムバエフ
バルタシュ・トゥルスムバエフ（カザフ語: Балташ Молдабайұлы Тұрсымбаев、1946年10月24日 - 2022年8月14日）は、カザフスタンの政治家。副首相、農業相、安全保障会議書記等を歴任。

## 経歴
- オムスク州出身。カザフ人。
- 1969年、オムスク農業大学卒業。
- 1969年～1980年 - ソフホーズの畜産技手、主任畜産技手、地区農業局長、所長
- 1980年～1989年 - 党ビシュクリスキー地区委員会第二書記、ソコロフスキー地区執行委員会議長、ツェリンヌイ地区委員会第一書記、北カザフスタン州執行委員会議長
- 1986年 - アルマ・アタ高等党学校卒業
- 1989年～1990年 - カザフ・ソビエト社会主義共和国国家農業委員会議長
- 1990年 - カザフ・ソビエト社会主義共和国閣僚会議第一副議長
- 1990年～1991年 - カザフ・ソビエト社会主義共和国国家顧問
- 1991年～1993年 - 副首相
- 1992年～1993年 - 農業相
- 1993年～1995年 - クスタナイ州知事
- 1995年～1996年 - カザフスタン共和国安全保障会議書記
- 1996年～1998年 - 駐トルコ大使
- 1998年～1999年 - 副首相
- 1999年から企業家。
- 2022年8月14日にアルマ・アタで75歳で亡くなった[1]。